# سیف‌الدین غازی
سیف‌الدین غازی (انگلیسی: Saif ad-Din Ghazi I؛ تاریخ تولد نامعلوم – نوامبر ۱۱۴۹)، فرمانده تُرک و یکی از امیران موصل از سال ۱۱۴۶ تا ۱۱۴۹ میلادی و پسر بزرگ عماد الدین زنگی بود. پس از آن‌که عمادالدین زنگی به دست یکی از خدمتکارانش کشته شد (شب ۱۴ سپتامبر سال ۱۱۴۶ میلادی). صلیبیون تصور کردند که می‌توانند از اوضاع آشفته‌ای که در غیاب بزرگ‌ترین دشمن صلیبی‌ها پیش آمده‌است بهره ببرند. داستان آشفتگی اوضاع از این قرار بود که هنوز خبر کشته شدن عماد الدین منتشر نشده بود که پسر بزرگش سیف الدین غازی به همراه جمال الدین اصفهانی به موصل رفت و حکومت آن‌جا را به دست گرفت، و نورالدین زنگی آهنگ حلب کرد. در جنوب معین الدین اُنر، حاکم دمشق، شهر بعلبک را که تابع زنگیان بود به تصرف درآورد. همین‌طور لشکر دمشق امیران حمص و حماه را ناگزیر ساخت که تابعیت دمشق را بپذیرند.